# I Szunsin híd
Az I Szunsin híd (hangul: 이순신대교, I Szunsin tegjo, RR: Lee Sun-sin daegyo) 2012. május 10-én átadott függőhíd Dél-Koreában. A híd építését a Joszu (Yeosu) városban megtartott EXPO 2012 indokolta, és az ipari területek feltárását könnyíti meg. 1545 m-es fesztávolságával az ötödik leghosszabb függőhíd a világon. A híd teljes hossza 2260 méter. A szerkezetet tartó 272,7 m-es pilonok a legmagasabbak a világon.[forrás?] Az úttest 29 m széles, és négysávos autóutat hordoz.

## Története
Az eredetileg Kvangjang (Gwangyang) névre keresztelt létesítmény a Joszu (Yeosu) várostól északra lévő ipari komplexumot köti össze Kvangjang (Gwangyang)gal a Mo-szigeten keresztül. A legnagyobb fesztávolsága megegyezik I Szunsin (Lee Sun-sin) koreai nemzeti hős 1545-ös születési évével, aki hét tengeri csatát nyert a japánokkal szemben.
A híd keresztezi a Kvangjang (Gwangyang) öböl bejáratát, amely része a Koreai-szorosnak. A híd északi végén található a világ legnagyobb acélgyára, amelyet a világ 5. legnagyobb acélgyártója, a POSCO vállalat működtet. A déli végén egy nagy kőolaj-finomító található.
A hidat a Yooshin Engineering Corporation tervezte, és a koreai Daelim Industrial építette. Az építkezés 2007 októberében kezdődött. Annak érdekében, hogy a teljes híd az Expo 2012-re elkészüljön, a betonpilonok készítéséhez csúszózsalut használtak. A zsaluzási technológiát az osztrák Gleitbau Salzburg cégtől vették át, így mindössze 4 hónap alatt felépülhettek a pilonok.
A híd döntős volt a Kiváló Műszaki Szerkezetek Díjának ( Outstanding Structure Award 2013) odaítélése során 2013-ban.

## Szerkezete
A függőhidat két darab H alakú vasbeton pilon tartja, amelyek legfeljebb 5,5 fokos szögben, kúp formában szűkülnek felfelé.
A vasalást tartó fal vastagság legfeljebb 1,5 m. A megerősítés két szerelt rétegben történt és a függőleges vasalás akár 32 mm-t is eléri. A cölöpalapra kapcsolódó alaptömb mélysége 31 m, a felszínen 21 m. A pilonlábak 164  és  255 m magasságban kaptak rácsos keresztmerevítést. A csúszózsalukkal 24 órás munkavégzés történt és csak a tenger feletti 80, illetve 180 m-es magasságban tartottak technikai szünetet, ami a kivitelezéshez szükséges tartó-emelő szerkezetek áttelepítését szolgálta. A kivitelezés alatt 120 km/h órás széllökésekre is felkészültek, ugyanis nyáron a pusztító tájfun gondot okozhatott volna.

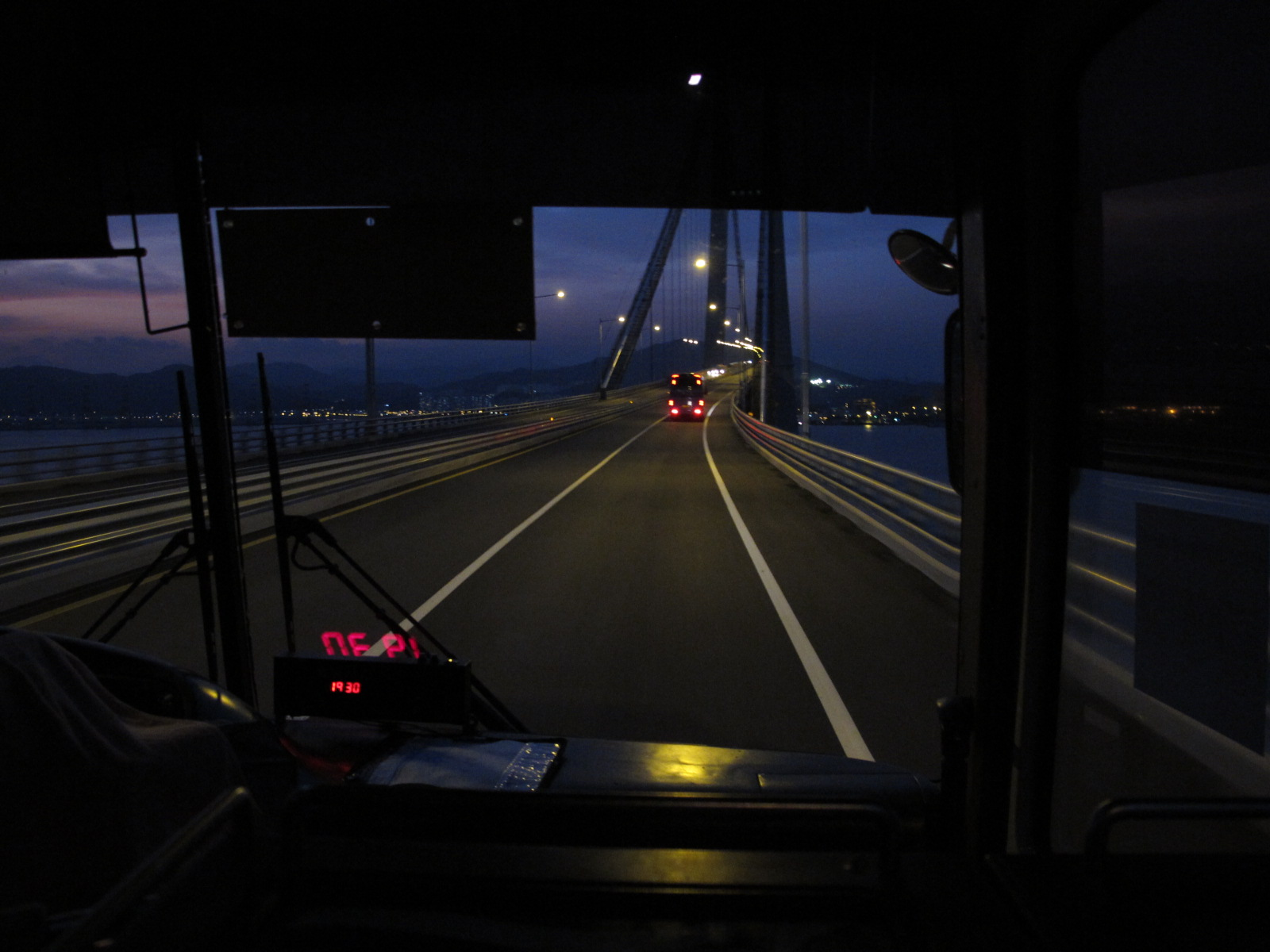
Az I Szunsin (Lee Sun-sin) híd

## Fordítás
- Ez a szócikk részben vagy egészben  a   Yi Sun-sin Brücke című német Wikipédia-szócikk ezen változatának fordításán alapul.  Az eredeti cikk szerkesztőit annak laptörténete sorolja fel. Ez a jelzés csupán a megfogalmazás eredetét és a szerzői jogokat jelzi, nem szolgál a cikkben szereplő információk forrásmegjelöléseként.